# Опсада Јафе
Опсаду Јафе извршио је Наполеон Бонапарта од 3. до 7. марта 1799. године током своје инвазије на Сирију. Завршена је француским освајањем града.

## Опсада
Јафа је била окружена високим зидовима. Град је доминирао путем за Сирију. Освајањем Јафе, Наполеон би обезбедио вредну луку за француску флоту. Наполеоновом изасланику је одрубљена глава. Наполеон је напао истог дана. Првог дана опсаде срушена је једна од кула. Након четвородневне опсаде, град се предао. Наполеон је дозволио својим војницима да изврше дводневни масакр. Убијено је између 2500 и 4100 турских заробљеника.